# Noma
För restaurangen med samma namn, se Noma (restaurang). För priset, se Noma Award for Publishing in Africa.
Noma är en sjukdom som börjar som tandköttsinflammation i munnen, och som leder till nekros i ansiktet. Behandling består av antibiotika och vitaminersättning (vitamin-A, vitamin-B). Utan behandling dör upp till 90 procent av nomadrabbade i sepsis. Det är oklart vad som får sjukdomen att bryta ut, men det har konstaterats att undernäring och dålig hygien gör personer mottagliga för sjukdomen. Även nedsatt immunförsvar kan spela in. På mitten av 2010-talet uppskattades över 100 000 personer insjukna i noma varje år, varav det stora flertalet afrikaner under sex års ålder. De sista fallen i Europa förekom i koncentrationsläger under andra världskriget.

## Etymologi
Från klassisk grekiska nomḗ, spridning (av sår).